# Target
Nenad Šimun (?, ?), poznatiji kao Target, hrvatski je reper. S Generalom Woom čini rap dvojac Tram 11. Jedan je od prvih rap glazbenika koji snima pjesme na hrvatskom jeziku.

## Tram 11

### Blackout Project - Project Imposible (1997.)
Tram 11 je osnovan 1996. Sastav je nazvan prema zagrebačkom Tramvaju broj 11. Predstavili su hip hop publici sa svojim velikim hitom ˝Hrvatski Velikani˝ koji je osvojio gotovo sve glazbene ljestvice. Pjesma se nalazila na Blackout Project-u prvom projektu Blackout ekipe koju su sačinjavali: Tram 11, Sick Rhyme Sayazz (Bolesna braća), Shot, Remi, El Bahattee, Koolade, Frx & Phat Phillie. 
Osim popularnih velikana na Blackout Project-u su se nalazile i druge pjesme Tram 11: ˝Des Mozges˝, ˝10 000˝ (ft. Stupni, El Bahattee) i ˝Kog je briga za vas˝ (prvi spot Tram 11-a).
Osim pjesama s Tram 11, Target je na albumu ima jednu pjesmu ˝Butta-fly (How High)˝ u suradnji sa Sick Rhyme Sayazzima i Phat Philliem.

### Čovječe ne ljuti se (1999.)
U jesen 1998. u izdanju Menarta i podetikete Blackout Entertainment Tram 11 objavljuju svoj prvi samostalni album "Čovječe ne ljuti se". Hvaljen od kritičara i odlično prihvaćen od publike album je prodan u desetke tisuća primjeraka. Hrvatski glazbeni kritičar Ilko Čulić njihov je prvi album najbolje opisao velikim naslovom koji je izašao u njegovoj stalnoj kolumni u "Nacionalu", 22. rujna 1999.: 
"Političari koji će se kandidirati na izborima u Zagrebu trebaju poslušati prvi album hip hop dua Tram 11". Prvi singl s albuma bila je pjesma u suradnji sa Sick Rhyme Sayazzima (Bolesna Braća): ˝Malu na stranu˝. Dok je drugi bio jedan od najvećih hitova Tram 11-a: ˝Pad Sistema˝. Zadnji singl s albuma bila je tipična tramovska stvar: ˝Kaj ima lima?˝. Produkciju na albumu potpisuju tada talentirani hrvatski hip hop producenti Dash i Koolade.
Pjesma "Kuziš Spiku" je čak i objavljena na kompilaciji "The Best Off Internacional Hip-Hop". Ova činjenica dokazuje da je Tram 11 jedan od najutjecajnijih i modernih skupina u Hrvatskoj.

### Vrućina gradskog asfalta (2000.)
Ljeto 2000. Na praznim pločnicima prljavog grada, Target i General Woo nalaze novu inspiraciju i stvaraju nove, još britkije stihove i rime. U zagrebačkom studiju Morris snima se njihov drugi album "Vrućina gradskog asfalta". Odličan design CD covera (mikrofoni u otvorenom koferu) i knjižice s puno fotografija klana napravio je Branimir Kolarek-Badcat. Novi logotip osmislio je Kristijan Vinković-Kiki. Štampani su flyeri, plakati, naljepnice, majice..... 
U studenom 2000. izlazi prvi singl "Samo kod nas". Produkciju potpisuju Koolade, Dash i Baby Dooks (Bolesna Braća). Odmah zaposjeda top liste radio postaja, a slijedi i spot koji je režirao Kristijan Milić. Prvog dana prodano je 1500 primjeraka, brojka koju neki daleko razvikaniji i poznatiji izvođači ne dosegnu ni za nekoliko mjeseci.
Iako je izašao tek nekoliko dana prije isteka godine, album je na top listi najboljih albuma po izboru Ilka Čulića stigao na visoko treće mjesto. Pjesme s albuma za koje su još snimljeni spotovi su: ˝A vi svi˝ i ˝Vrućina gradskog asfalta˝.

### Tajna Crne Kutije (2004.)
Nakon solo albuma Targeta i Generala Woo-a zadnji album Tram 11-a trebao se dovršiti nakon stanke zbog neslaganja u grupi, no izdavač Menart nije to dopustio, pa je došlo do raspada grupe. No Menart je ipak odlučio izdati Tajnu Crne Kutije kao kompilaciju najboljih stvari Tram 11-a s nekoliko novih pjesama. Nove pjesme Tram 11-a na Tajni Crne Kutije bile su: ˝Jedno Remix˝ ft. KC Da Rookee (za koju je snimljen spot 2002. godine koji se čak vrtio na MTV-u što dokazuje da je Tram 11 bio ispred svog vremena), ˝Bomba˝, ˝Šta ćeš sad˝ (Prvi singl), ˝Veliki Odmor˝, ˝Mi smo tu˝.

## Samostalni Rad

### Target - MC (2003.)
Prvi samostalni album Target je izdao 2003. jednostavno pod imenom ˝Target - MC˝. Većinu albuma producirao je Dash, dok se još od producenata na albumu pojavljuju Baby Dooks, Makro Polo, Deda i Natko. Na albumu gostuju Maggellano, Kandžija i Natko na pjesmi ˝Ja jesam˝. Najbolje pjesme s albuma su: ˝Svaki Rap R! Za Sebe˝, ˝Velike Stvari˝, ˝I Sam Znaš˝, ˝Uvod U Kaj!˝,...

### The album... nastavak (2005.)
Drugi samostalni album legende hrvatske hip hop scene opet se zove jednostavno ˝The Album˝. Target se okrenuo nekim veselijim temama, premda su se među pjesmama našle i aktualne gradske sociološke društvene priče. Prvi Targetov album nakon raspada Tram 11-a sadrži 15 pjesama. Singlovi s albuma su: ˝Ljubi me opasno˝ i ˝Ključ od stana˝.

### Još jedan dan u Zagrebu... (2009.)
Treći album Targeta, "Još jedan dan u Zagrebu…" najavio je singl "Kroz metropolu". Album ima 20 pjesama prožetih zagrebačkom tematikom. Spotovi s albuma su: ˝Drogiranje kroz prozor˝ i ˝Stavi ovo na roštilj˝ s Generalom Woo-m Od producenata tu su neka nova imena koja su 'stasala' u međuvremenu: DJ Makro Polo, Shot (Elemental), NMC, DJ Cromatic, a ima i zanimljivih gostovanja: Remi (Elemental), Mirza, Bizzo Brigante (Bolesna braća), General Woo, Muhamed, Suicidal, Brc, Faruk, Struka i Jura Blaze.

### Direkt (2012.)
Direkt je četvrti solo uradak Targeta, zagrebačkog mladog gospara. Album sadrži 30 stvari (plus skitovi). Album se može skinuti preko interneta te nije izdan od strane izdavača. Pjesma sa spotom ˝Kako je u životu gospara˝ jedan od singlova uz ˝God Weather˝, ˝Two Tones of Stress˝ i ˝Direkt˝. Većinu pjesama producirao je talentirani producent Flash 91, od producenata se na Direktu još pojavljuju: Baby Dooks, Hren Beatz i Farook.

## Diskografija

### Tram 11
- 1999.: Čovječe ne ljuti se
- 2000.: Vrućina gradskog asfalta
- 2003.: Tajna crne kutije (The Best Of)
- 2022.: Jedan i jedan

### Solo Albumi
- 2003.: Target MC
- 2005.: The album... nastavak
- 2009.: Još jedan dan u Zagrebu...
- 2012.: Direkt
- 2021.: Krhko je znanje